# Gare de Chevrières
La gare de Chevrières est une gare ferroviaire française de la ligne de Creil à Jeumont, située sur le territoire de la commune de Chevrières dans le département de l'Oise, en région Hauts-de-France.
C'est une halte ferroviaire de la Société nationale des chemins de fer français (SNCF) desservie par des trains TER Hauts-de-France.

## Situation ferroviaire
Établie à 32 m d'altitude, la gare de Chevrières est située au point kilométrique (PK) 68,669 de la ligne de Creil à Jeumont, entre les gares de Pont-Sainte-Maxence et de Longueil-Sainte-Marie.

## Service des voyageurs
Le point d'arrêt de Chevrières dispose d'un abri pour les voyageurs sur chacun des deux quais. Il n'y a ni guichet, ni distributeur automatique, ni composteur.

### Accueil
Halte SNCF, c'est un point d'arrêt non géré (PANG) à entrée libre.
Le passage à niveau permet la traversée des voies et le passage d'un quai à l'autre.

### Desserte
Chevrières est desservie par des trains TER Hauts-de-France qui effectuent des missions entre les gares de Paris-Nord et de Compiègne. En 2009, la fréquentation de la gare était de 126 voyageurs par jour.

### Intermodalité
Le stationnement des véhicules est possible à proximité. La gare est desservie par les lignes 661, 6301 et 6322 du réseau interurbain de l'Oise et par le service Hoplà Le Bus mis en place par la communauté de communes de la Plaine d'Estrées.